# Днепр-2 (футбольный клуб, Днепропетровск)
«Днепр-2» (укр. «Дніпро-2» ) — украинский футбольный клуб из Днепра, фарм-клуб команды «Днепр». В разные периоды выступал во второй и первой украинских футбольных лигах. Перед началом сезона 2004/05 команда снялась с соревнований до их начала с целью участия во вновь организованном турнире дублёров, как «Днепр-дубль» (с 2008 года — молодёжное первенство, «Днепр»-U21).

## Прежние названия
- 1965: «Днепр-д»
- 1971—1991: «Днепр-д»
- 1997—2004: «Днепр-2»
- 2004—2008: «Днепр-д»
- 2008—2010: «Днепр U-21»
- 2010—2011: «Днепр-2»
- 2011—2017: «Днепр U-21»

## Выступления среди взрослых команд
| Сезон   | Лига      | Поз. | И  | В  | Н  | П  | МЗ | МП | О  | Кубок               |
| ------- | --------- | ---- | -- | -- | -- | -- | -- | -- | -- | ------------------- |
| 1997/98 | 2 гр. «Б» | 7    | 32 | 11 | 10 | 11 | 41 | 40 | 43 | 1/128 ф.            |
| 1998-99 | 2 гр. «В» | 7    | 26 | 13 | 5  | 8  | 22 | 23 | 44 |                     |
| 1999/00 | 2 гр. «В» | 1    | 26 | 17 | 6  | 3  | 44 | 15 | 57 | 1/8 ф. кубка 2 лиги |
| 2000/01 | 1         | 11   | 34 | 13 | 4  | 17 | 41 | 43 | 43 |                     |
| 2001/02 | 1         | 17   | 34 | 8  | 7  | 19 | 29 | 48 | 31 |                     |
| 2002/03 | 2 гр. «В» | 8    | 28 | 10 | 4  | 14 | 28 | 34 | 34 |                     |
| 2003/04 | 2 гр. «В» | 12   | 30 | 9  | 2  | 19 | 36 | 56 | 23 |                     |

## Достижения на молодёжном уровне
Дублирующий состав «Днепра» трижды становился чемпионом СССР среди дублёров (приз Госкомспорта СССР для дублёров) — в 1984, 1987 и 1991 годах, дважды занимал 2-е место (1986, 1990) и один раз — 3-е (1989).
В молодёжном первенстве Украины команда «Днепр»-U21 побеждала в сезоне-2014/15 и занимала 3-е места в сезонах 2010/11, 2013/14 и 2015/16.